# Kancsou–Sencsen nagysebességű vasútvonal
A Kancsou–Sencsen nagysebességű vasútvonal vagy a Peking–Hong Kong (Tajpej) nagysebességű vasúti folyosó Kancsou–Sencsen szakasza, egy nagysebességű vasútvonal Sencsenből és a Gyöngy-folyó deltájából Guangdong tartomány északkeleti részén keresztül Kancsouba, Jiangxi tartományba. A Peking-Hongkong folyosó részét képezi. 2021. december 10-én nyílt meg a vasútvonal.

## Története
Kuangtung tisztviselői a Kancsou–Sencsen nagysebességű vasútvonalat a tartomány 2011-es napirendjének fontos részeként sorolták fel, és Sencsen polgármestere, Xu Qin a tartományi törvényhozás 2012-es éves ülésén a vonal gyorsított megépítésére szólított fel. Peng Jianwen, az északnyugati Kuangtungban található Heyuan város polgármestere 2014 januárjában megerősítette, hogy a Kancsou–Sencsen nagysebességű vasútvonal építése 2015-ben kezdődik és 2020-ban fejeződik be.
A 10,24 kilométer hosszú Longnan alagút építése, amely a vasútvonal leghosszabb alagútja, 2017 áprilisában kezdődött.
A pályaépítés 2021. február 1-jén kezdődött.
A vasútvonal 2021. december 10-én nyílt meg.